# Karel Guzmán Abreu
Karel Guzmán Abreu (La Habana; 7 de febrero de 1995) es un baloncestista cubano que actualmente forma parte de la plantilla de U-BT Cluj-Napoca de la Liga Națională rumana. Con 1,95 metros de altura, se desempeña como alero y que también puede jugar de escolta. 

## Carrera

### Amateur
Jugó en el Capitalinos Azules, disputó tres temporadas en la Liga Superior de Baloncesto de Cuba. En su última campaña arrojó números interesantes: 17 puntos, 3 rebotes, 2.8 robos y 1.6 asistencias por juego. Con el conjunto cubano llegó a disputar la Liga de las Américas 2016.

### Profesional

#### Ciclista Juninense
El 8 de agosto del 2017 se confirma su llegada al verdirrojo para luchar por el ascenso a la Liga Nacional de Básquet, llega a disputar 40 partidos en la La Liga Argentina 2017-18 promediando 16.8 puntos, 4.3 rebotes, 1.8 asistencias, 1.8 robos y 0.3 tapones, en 30.8 minutos en cancha. Al alcanzar la reclasificación se enfrentan al Centro Deportivo Rivadavia, el primer partido lo gana Rivadavia en Mendoza por 86 - 64, Karel arranca de titular y marca 16 puntos y dos asistencias en 35:42 minutos. El segundo partido, disputado de nuevo en Mendoza, vuelve a terminar en derrota para los juninenses, esta vez por 77 - 58. En esta ocasión Karel marca un punto en 11:56 minutos, siendo que volvió a salir como titular. De cara al tercer partido la localía se mueve a Junín, Ciclista debía ganar para forzar un cuarto juego, el partido termina 73 - 70 a favor de los mendocinos. Karel salió como titular, disputó 33:01 minutos y marcó 22 puntos y 4 asistencias.

#### Ciclista Olímpico
El 27 de abril del 2018 se confirma su llegada al Negro de La Banda de cara a disputar la temporada 2017-2018. El cubano llegó para reemplazar a Dionte Christmas, exNBA cortado por el equipo por bajo rendimiento; no obstante, el contrato que firma no es hasta el final de la temporada, sino que firma por tres temporadas, siendo una incorporación a largo plazo. En su primer partido con el equipo realiza una impresionante volcada. Promedia 8,0 puntos y 3,5 rebotes en 2 partidos tras terminar la temporada regular donde se confirma la clasificación del equipo a los PlayOffs. Durante su segunda campaña 2018-2019, promedia 8,9 puntos, 2,5 rebotes y 1,1 asistencias, mientras en PlayOffs presenta una media de 4,8 puntos y 1,9 rebotes en 9 desafíos. En la temporada 2019-2020, se establece aún más en su posición, promediando 13,0 puntos, 6,6 rebotes y 1,5 asistencias. En los PlayOffs promedia 10,5 puntos, 4,8 rebotes, y 1,8 asistencias.

#### U-BT Cluj-Napoca
El 7 de julio de 2020, firma por el U-BT Cluj-Napoca de la Liga Națională rumana. En la primera temporada promedió 9,7 puntos,  4,6 rebotes y 1,9 asistencias en 26 partidos. Durante los Play Offs, en 12 juegos promedia 9,9 puntos, 4,3 rebotes y 2,3 asistencias.

## Selección nacional
Ha representado al seleccionado cubano en el Campeonato FIBA Américas de 2015, en dicho torneo disputó 4 partidos promediando 3,8 puntos, 3,5 rebotes y 1,5 asistencias por partido en 20,42 minutos por encuentro, la Cuba terminó en la décima posición del mencionado FIBA Américas 2015. Fue convocado para disputar la Clasificación de FIBA Américas para la Copa Mundial de Baloncesto de 2019 donde el seleccionado cubano no logró ninguna victoria al haber disputado seis partidos. Participa en la Clasificación de FIBA Américas para la Copa Mundial de Baloncesto de 2023

### Participaciones con la selección
- Actualizado hasta el 24 de febrero de 2022.

| Torneo                        | Sede    | Resultado     |
| ----------------------------- | ------- | ------------- |
| FIBA Américas 2015            | México  | Décimo        |
| Clasificación al Mundial 2019 | América | Eliminado     |
| Clasificación al Mundial 2023 | América | En transcurso |